# Frauke Petry
Frauke Petry (neé Marquardt; Dresden, Saxônia, Alemanha Oriental, 1 de junho de 1975) é uma empresária, química e política alemã. Foi a líder do partido euroceticista Alternativa para a Alemanha (AfD) de julho de 2015 a setembro de 2017, quando renunciou sua filiação. Também é deputada estadual do Parlamento Regional da Saxônia desde 2014. Petry é descrita como uma representante da extrema-direita por muitos cientistas políticos, mas ela se autodenomina uma conservadora nacionalista. Também defende um rígido controle de fronteiras e a restrição da entrada de muçulmanos na Alemanha.
Recentemente Petry criticou a chanceler alemã Angela Merkel por não ter filhos. Na opinião da química, a chefe de estado não foi mãe, por isso não pensa além de sua expectativa de vida (“Será pior na sua tarefa por não ter filhos e não poder ver para lá da sua esperança de vida”).
Em 2017, ela abandonou o AfD e se filiou ao Die blaue Partei ("O Partido Azul"). Ela afirmou que queria mudar o tom da retórica do AfD para apelar para eleitores mais moderados, mas a liderança do partido rejeitou a proposta.